# پرستشگاه کارنی ماتا
پرستشگاه کارنی ماتا دشنوک ( به هندی : करणी माता मंदिर)، که با نام معبد ماد دشنوک هم شناخته می‌شود، یک معبد هندو مشهور در دشنوک، سی کیلومتری جنوب بیکانر در راجستان هند است که به کارنی ماتا (ایزدبانوی هندو) تقدیم شده است. پس از محدود شدن دسترسی به هینگلج در پی تقسیم هند، این مکان به مهم ترین مکان زیارتی برای زائران کاست چارانی تبدیل شده است. این معبد به دلیل وجود جوندگان متعددی که به نام kābā شناخته می‌شوند، چه در هند و چه در سطح بین‌المللی به عنوان «معبد موش‌‌ها» شهرت دارد. این موش‌ها مقدس تلقی می‌شوند و زائران با نهایت دقت با آنها رفتار می‌کنند. این معبد بازدیدکنندگانی از سراسر هند برای کسب برکت و همچنین گردشگران کنجکاو از سراسر جهان را جذب کرده است.  
این معبد در اصل حدود سال ۱۵۳۰ میلادی پس از ماهاپرایان کارنی ماتا ساخته شد. در ابتدا فقط یک محراب پوشیده شده توسط گنبد بود ولی با ساخت‌و‌سازهایی که توسط باورمندان در سده‌های بعد اضافه شد، به اندازهٔ کنونی رسید. 

## کابامقدس

### اسطوره
کارنی ماتا، تجسم شاکتی بود و مجرد باقی ماند. او خواهر کوچکترش را به ازدواج دپاجی درآورد. دپاجی از او صاحب چهار پسر شد که کوچکترین آنها لاکشمان بود. کارنیجی مانند فرزندان خود از آنها مراقبت می‌کرد. 
یک روز، لاکشمان در دریاچه کاپیل ساروار در نزدیکی کلایات هنگام حمام غرق شد. خواهر کوچکترش از کارنی ماتا درخواست کرد تا لاکشمان را به زندگی بازگرداند. کارنی ماتا جسد پسر را با دستان خود بلند کرد و به جایی رساند که اکنون مورتی (محراب) است؛ درها را بست و گفت که آنها را باز نکنید. او نزد خدای مرگ یامرج رفت و خواستار بازگشت لاکشمان به زندگی شد. خدای مرگ پرسید: «اگر چنین است، چرخه زایش دوباره چگونه عمل کند؟» کارنی ماتا سپس اعلام کرد که خانواده او دیگر پیش یامراج نمی‌آیند: «هر جا که من زندگی کنم، آنها زندگی می‌کنند؛ وقتی بمیرند، پیش من خواهند ماند». 
سپس، کارنی ماتا به شکل کابا (موش صحرایی) در آمد؛ به طوری که وقتی چاراناهای انسانی از تبار او می‌میرند، دوباره به صورت کابا متولد می‌شوند و در نزدیکی او در پرستشگاه زندگی می‌کنند، و هنگامی که کاباها می‌میرند، دوباره زاده می‌شوند. ، با این تصویر کلی، تناسخ چاران با تناسخ هندو تفاوت دارد، زیرا جاتی در طول زایش‌ها حفظ می‌شود، علی‌رغم اینکه به شکلی متفاوت تجسم یافته باشد. 

### امروز

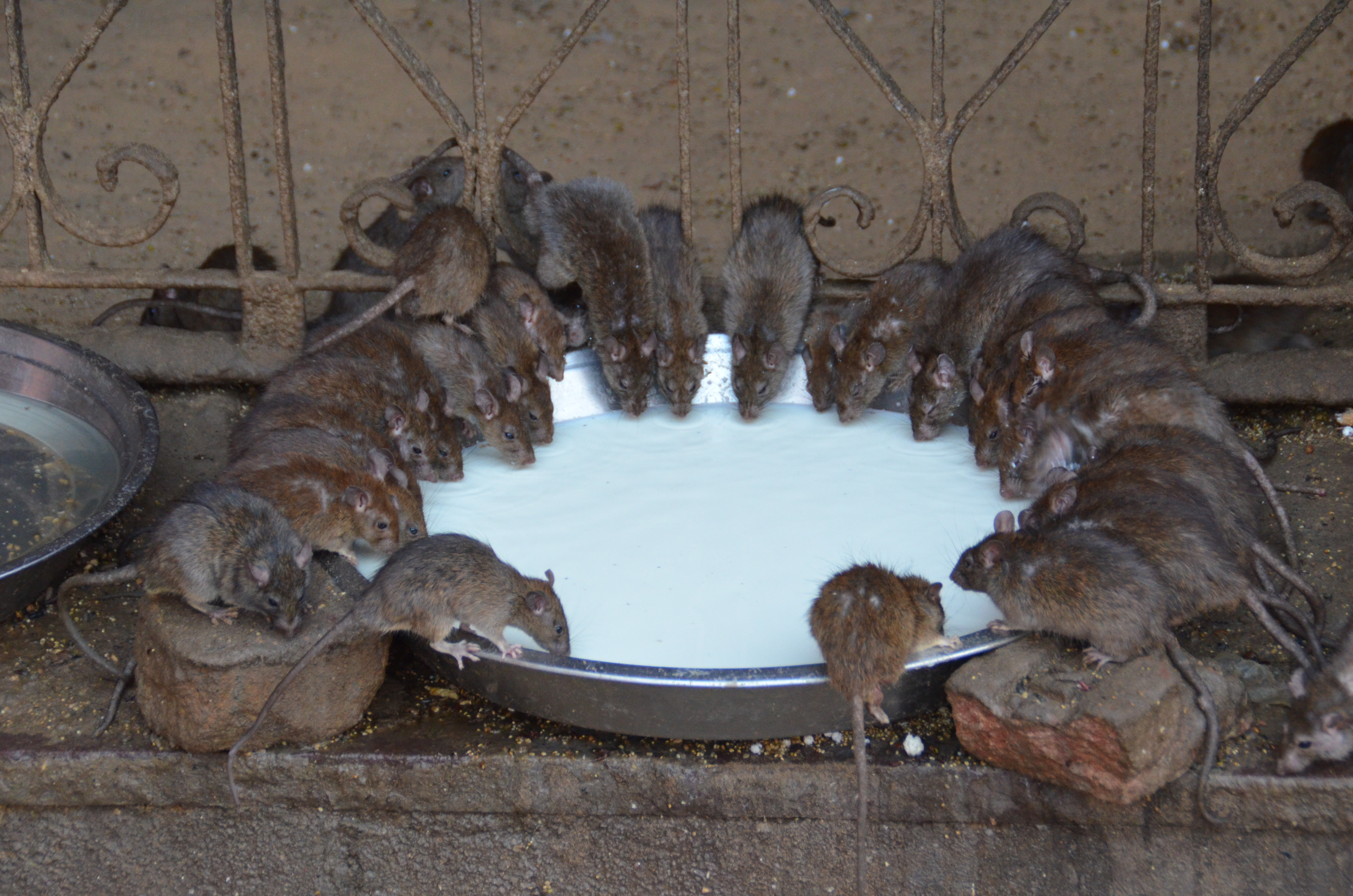
کابا در حال خوردن پراساد (فرنی).

در مجموعه پرستشگاه کارنی ماتا، نزدیک به بیست هزار کابا زندگی می‌کنند که توسط کارکنان پرستشگاه و خادمانی که آنها را عزیزان خود می‌دانند مراقبت می‌شوند. کابا در فضاهایی در سرتاسر مجموعه داخلی، از جمله در معبد اصلی، آشپزخانه، نزدیک دیگ‌های بزرگ چدنی که برای درست کردن حلوا هستند، در اتاق‌های جانبی مختلف و روی پشت بام، زندگی و حرکت می‌کنند. در هر فضا، خوراکی ویژه‌ای در دسترس یک کابا است. 
موش‌هایی که نزدیک به محراب کارنی ماتا هستند، از اشکال گوناگون نذری ارائه‌شده به آن ایزدبانو مانند لادو، آجیل، نارگیل و کریستال‌های شکر و همچنین شیر، روتی، دانه، میوه، تره‌بار و حتی نوشیدنی الکلی تغذیه می‌کنند. برای موش‌های روی پشت‌بام و نزدیک دیگ‌های چدنی، رژیم غذایی آنها عمدتاً از دانه، میوه، تره‌بار، روتی و آب تشکیل شده است. یگ کابا توسط خویشاوندان انسانی چاران خود در برابر شکارچیان (گربه‌ها و غیره) محافظت می‌شود. 
به نظر می‌اید که کاباها به تعامل و لمس انسان عادت کرده‌اند. آنها در دامان فداییان دراز می‌کشند یا روی شانه‌هایشان می‌نشینند، از دست گردشگران و نیز از تالی (بشقاب) مشترک با کارگران چاران در آشپزخانه غذا می‌خورند. 
خوردن غذاهایی که کابا آن را با جویدن متبرک کرده، افتخار به شمار می‌اید.  در قانون معبد هست که اگر تصادفی روی یکی از موش‌ها قدم بگذارید و آن را بکشید، باید آن را با یک موش ساخته‌شده از نقره یا طلا جایگزین کنید. 

### کاباسفید

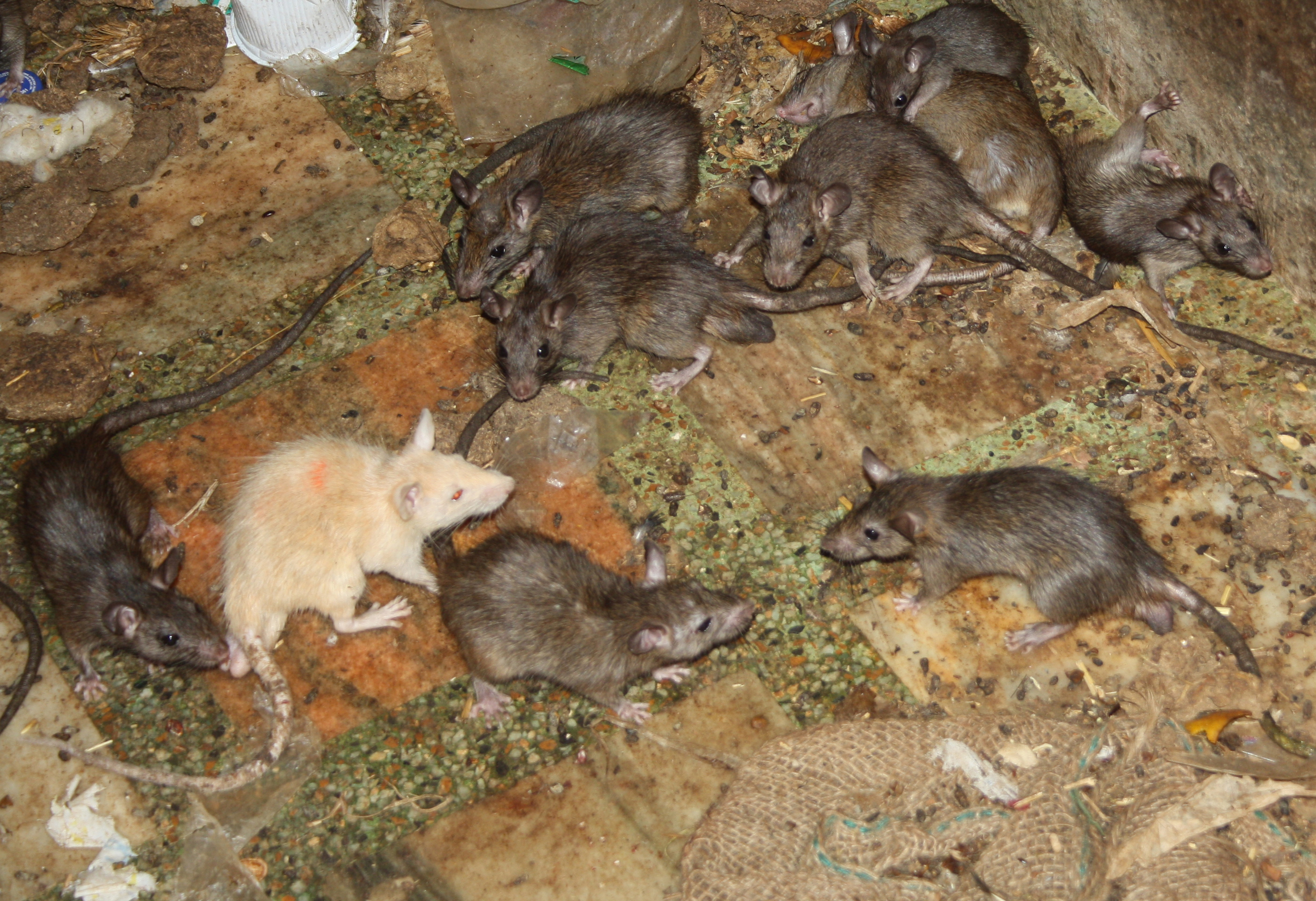
کابا سفید در معبد کارنی ماتا

از هزاران موش در معبد، چند کابای سفید هم وجود دارند که به طور ویژه مقدس در نظر گرفته می‌شوند. اعتقاد بر این است که آنها تجلی خود کارنی ماتا و چهار برادرزاده‌اش هستند. دیدن آنها، یک موهبت ویژه محسوب می‌شود و بازدیدکنندگان تلاش زیادی برای بیرون‌آوردن و دادن پراساد (نذری هندو) به آنها انجام می‌دهند. 

## مدیریت پرستشگاه
هیئت‌رئیسه اصلی که مجموعه پرستشگاه کارنی ماتا را اداره می‌کند، شری کارانی ماندیر نیج پرانیاس است که متشکل از یک کمیته منتخب است و مالک بیشتر زمین‌ها در دشنوکه هم هست. این کمیته همچنین چندین دارمشال، دو موزه تاریخ کارنی ماتا و دو گاوشال بزرگ که لبنیات تولید می‌کنند هم اداره می‌کند.  
در معبد کارنی‌ ماتا، کارگران چاران به عنوان خادم خدمت می‌کنند و آیین‌های گوناگونی مانند پوجا و <i id="mwnw">آرتی</i> را انجام می‌دهند، از زائران بازدیدکننده هدایایی دریافت می‌کنند، فضاهای داخلی معبد را تمیز می‌کنند، در اتاق دوربین مداربسته و در ورودی اصلی معبد نظارت می‌کنند و البته مراقبت از کاباها را انجام می‌دهند. 

## معماری

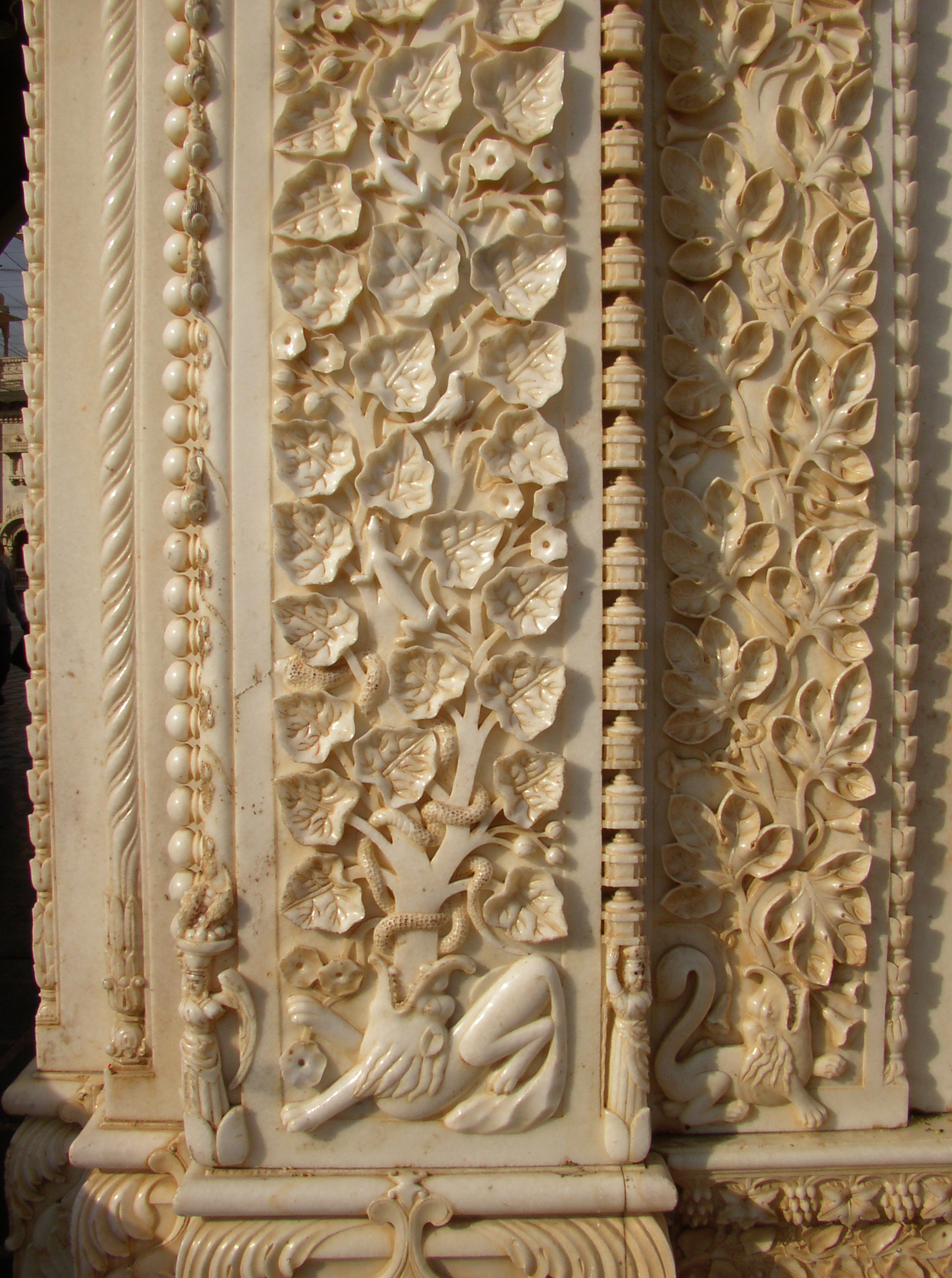
حکاکی‌ مرمر در پرستشگاه کارنی ماتا

زایران در پرستشگاه کارنی ماتا آرتی را اجرا می‌کنند.

این ساختمان به شکل کنونی خود در ابتدای سده بیستم به سبک راجپوت توسط مهاراجه گانگا سینگ اهل بیکانر ساخته شد.

در جلوی معبد نمای مرمری زیبایی وجود دارد که دارای درهای نقره‌ای است که توسط مهاراجا گانگا سینگ ساخته شده است. در سرتاسر درگاه ورودی درهای نقره‌ای بیشتری با تابلوهایی از اسطوره‌های کارنی ماتا را هست. تصویر ایزدبانو کارنی ماتا در محراب است.

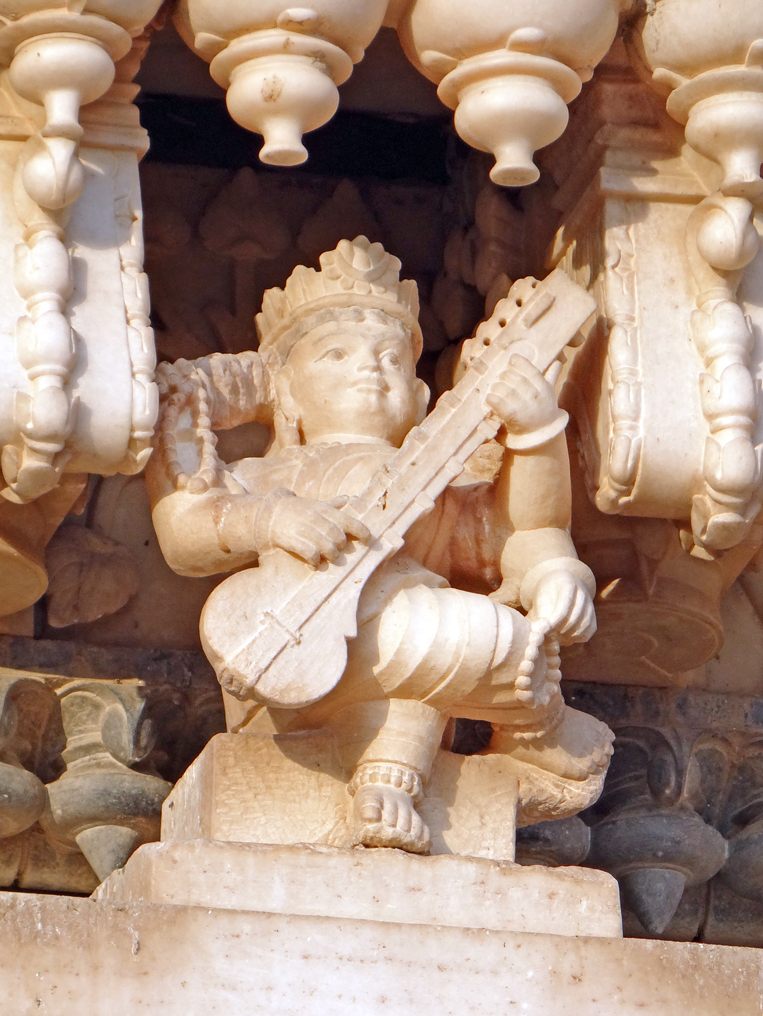
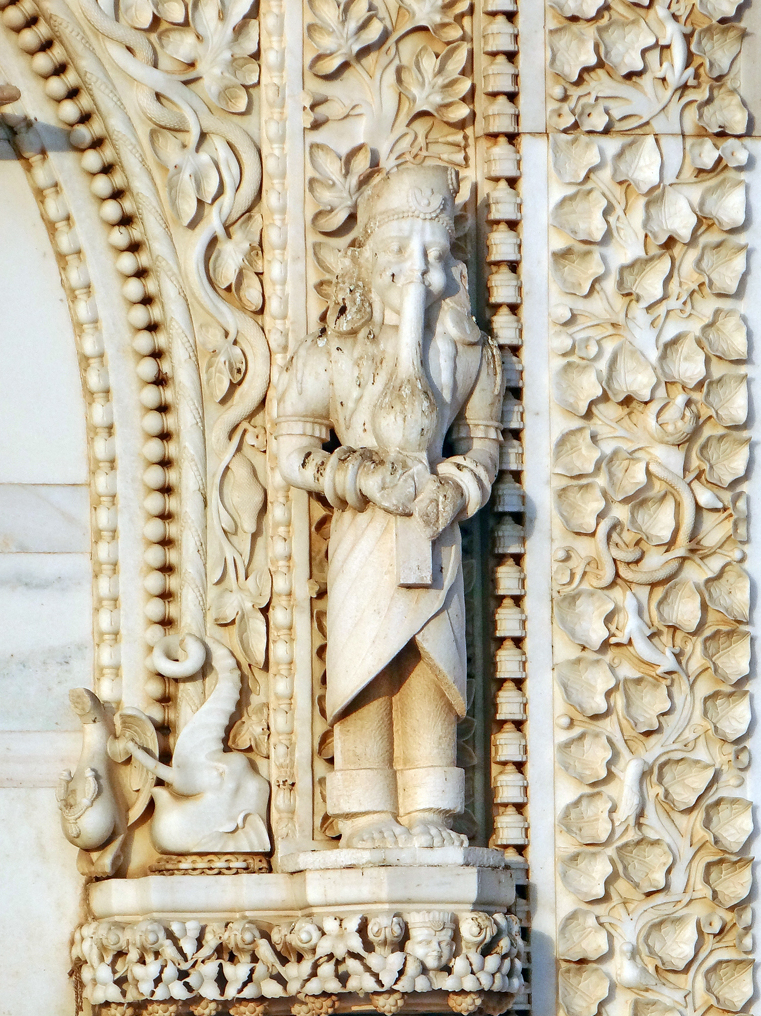
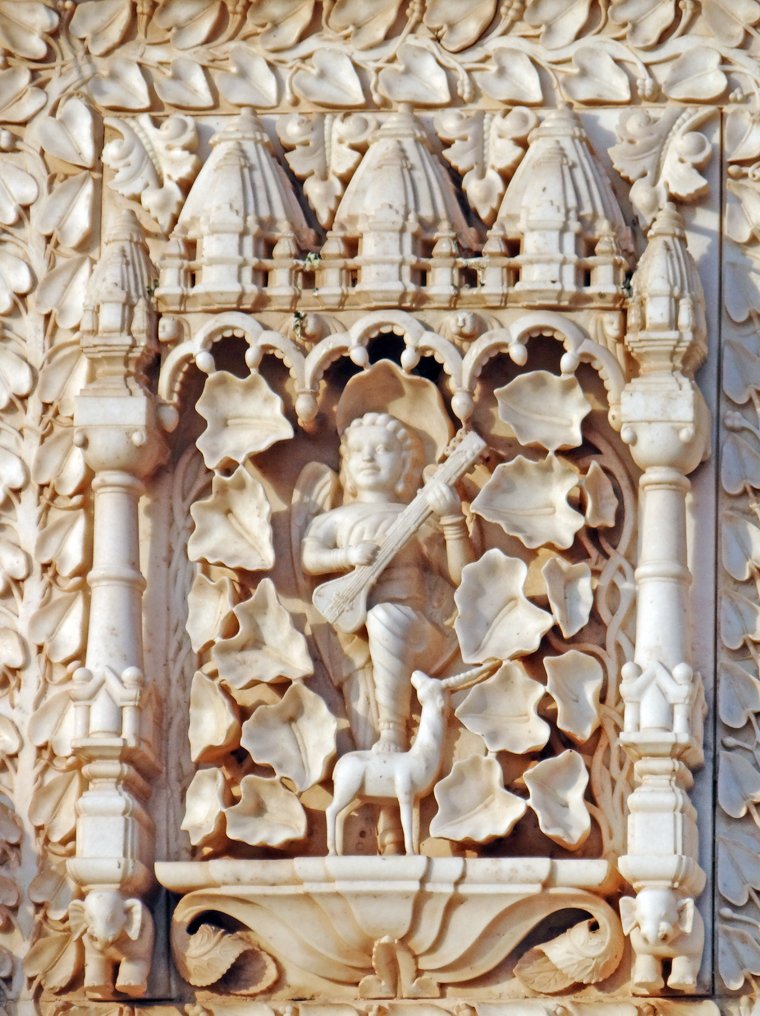

## در فرهنگ عامه
این معبد تاکنون در رسانه‌های گوناگونی مانند نشنال جئوگرافیک، مستندها، وب‌گاه‌های گردشگری و ادبیات هند نمایش داده شده است. 
معبد در فصل اول سریال تلویزیونی واقع‌نما آمریکایی The Amazing Race ظاهر شد. 
این معبد به دلیل جمعیت موش‌های مورد احترامش، در فیلم مستند موش‌ها در سال ۲۰۱۶ به کارگردانی مورگان اسپورلاک نمایش داده شد. 
معبد همچنین در فصل ۲، قسمت ۳ Mighty Trains به عنوان توقفی در مسیر قطار یک هفته‌ای قطار سریع‌السیر مهاراجه‌ها به نمایش درآمد.

## نگارخانه

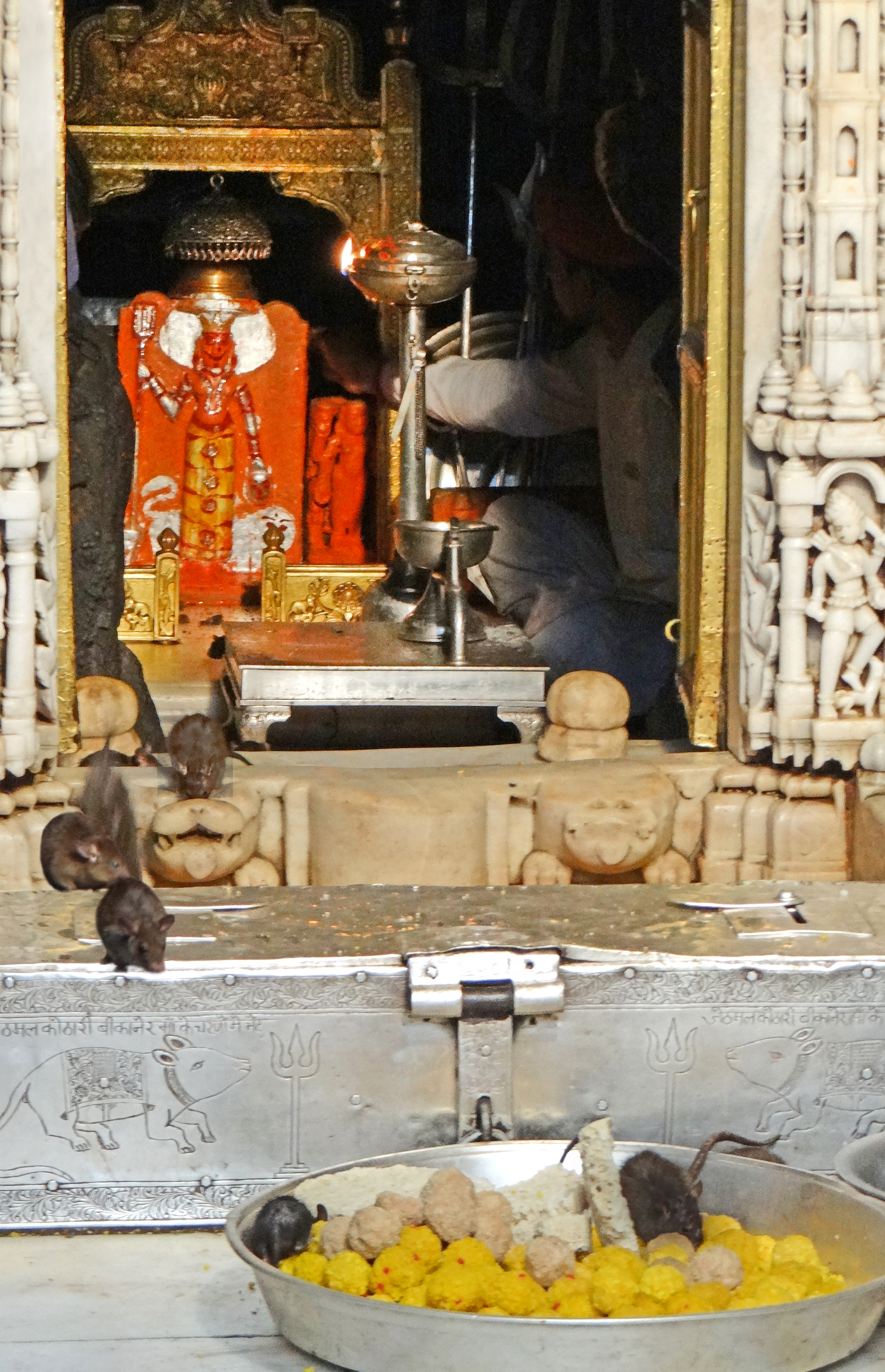
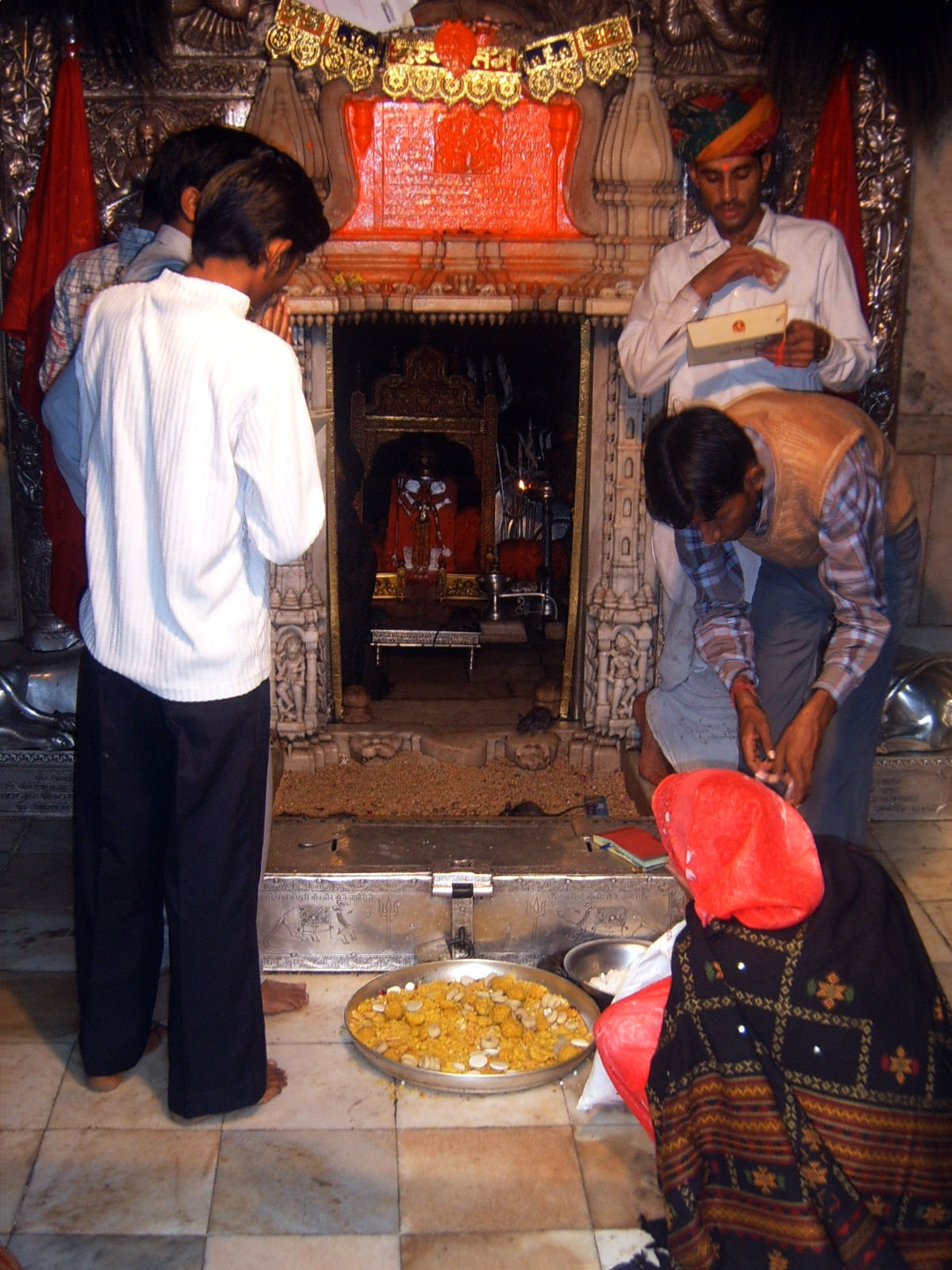
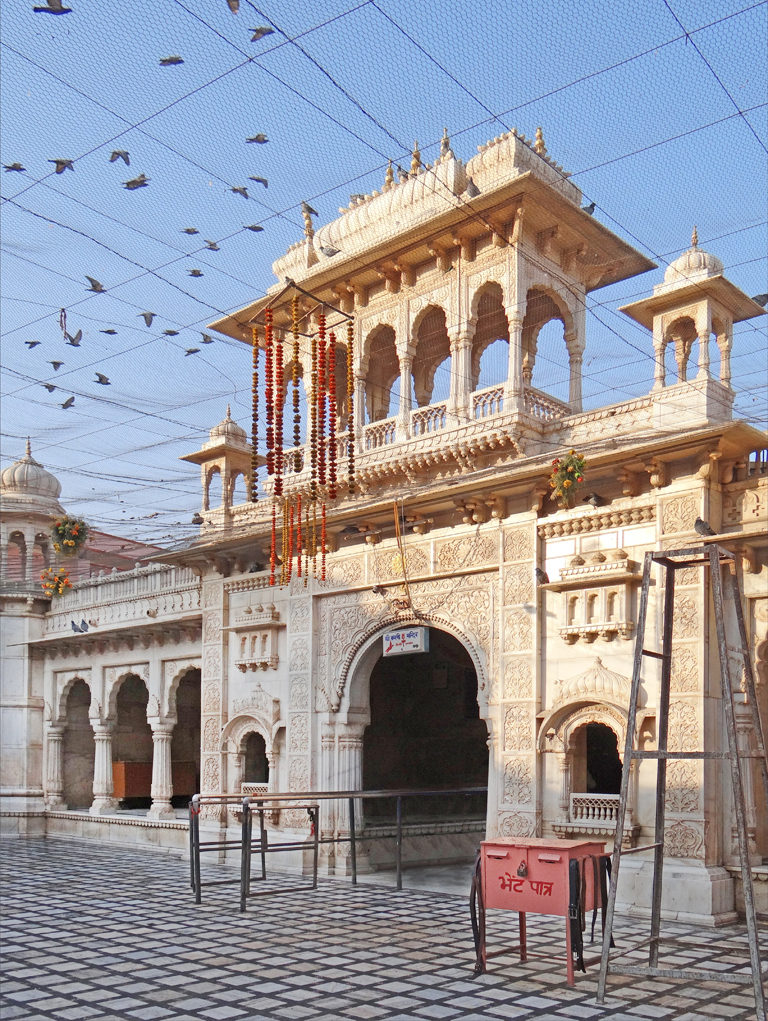
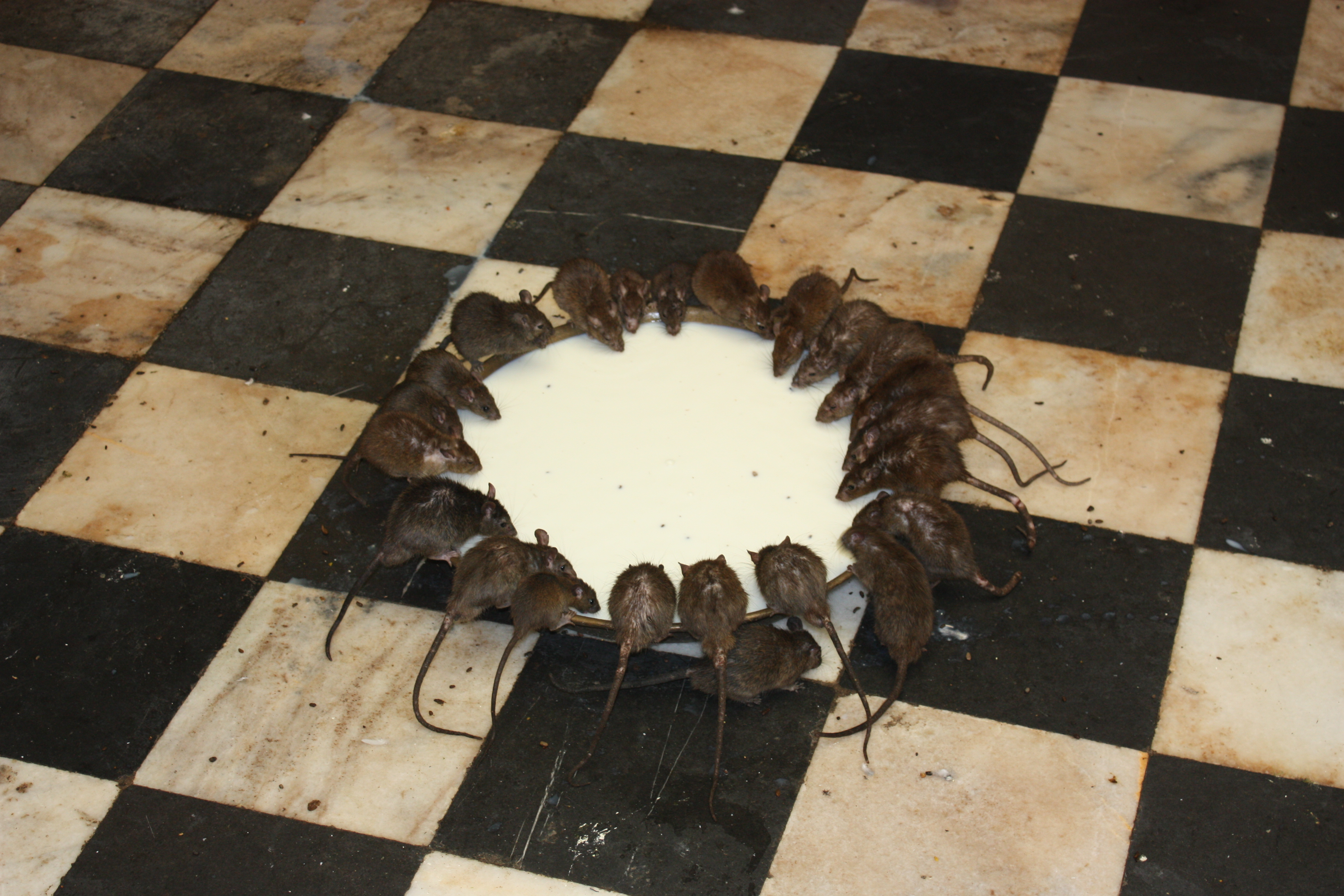
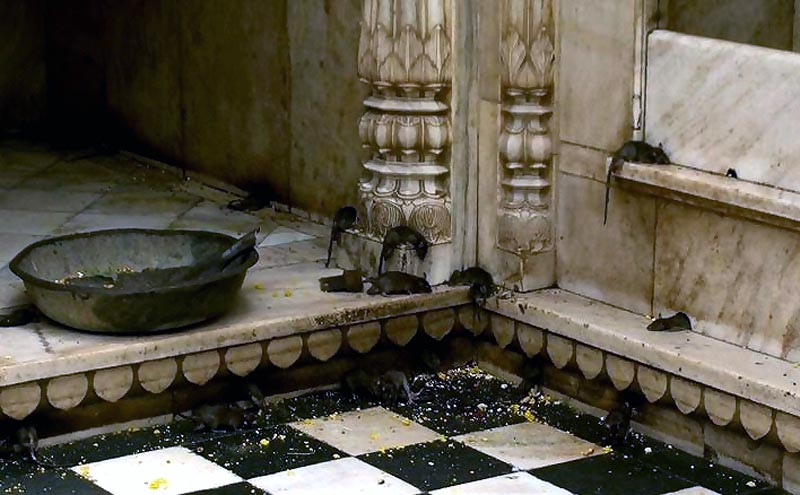
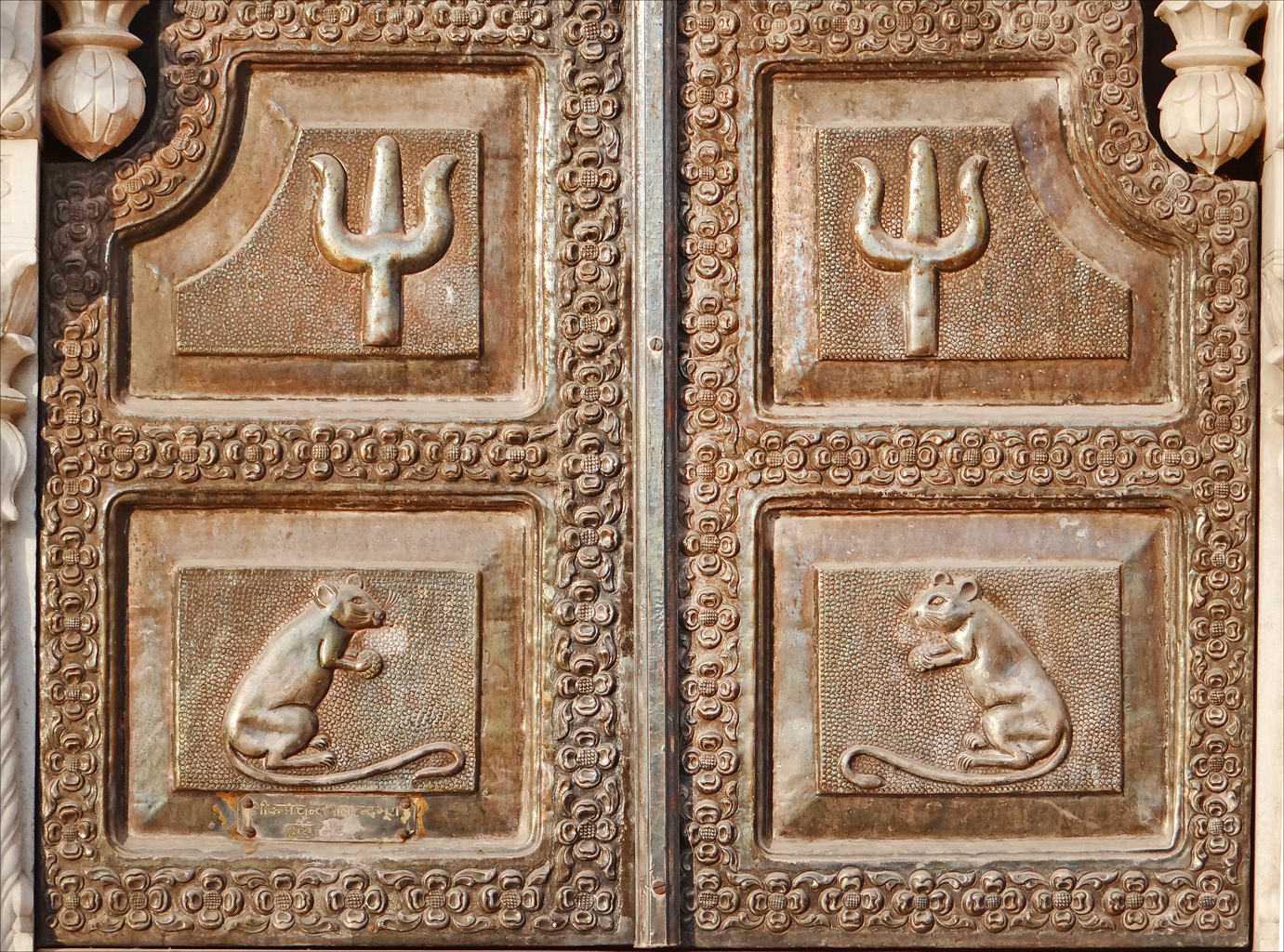